# Ferdinand Hoff (Mediziner)
Ferdinand Hoff (* 19. April 1896 in Kiel; † 23. März 1988 in Neukirchen, Schwalm-Eder-Kreis) war ein deutscher Internist und Hochschullehrer.

## Leben und Wirken
Ferdinand Hoff war der Sohn des Politikers Ferdinand Hoff. Hoff wurde nach dem Studium an der Universität Kiel 1927 Assistent an der Medizinischen Universitätsklinik in Erlangen und habilitierte sich dort 1928 für Innere Medizin. Im Jahr 1931 folgte er einem Ruf als Professor und Oberarzt nach Königsberg, wo er auch 1933 der Sturmabteilung (SA) beitrat. Es folgte ab 1936 die Berufung zum Professor und Direktor der Medizinischen Universitäts-Poliklinik Würzburg und von 1941 bis 1945 als Professor an der Karl-Franzens-Universität Graz.
Noch in Würzburg trat er schließlich zum 1. Mai 1937 in die NSDAP ein (Mitgliedsnummer 4.401.492), versuchte aber später in seinen 1971 veröffentlichten Memoiren diese Eintritte als Bild eines rein aus materiellen Gründen angepassten Arztes darzustellen, der zu diesen Beitritten gedrängt worden sei. Neuere Forschungen ergaben aber, dass Hoff seine Mitgliedschaften nachweislich selbst beantragt hatte und er ein äußerst positives Verhältnis zu Würzburger Nazigrößen hatte. Dafür sprechen auch seine freiwillige Mitarbeit bei den NS-Fachschaften, seine weiteren Mitgliedschaften im NS-Ärztebund und im NS-Dozentenbund sowie das Gerücht über eine Beteiligung an der Würzburger Reichskristallnacht, weswegen im Juli 1948 von der Polizeidirektion Würzburg gegen ihn ein Strafverfahren eingeleitet worden war. Über den Verlauf dieses Strafverfahrens liegen keine genauen Ergebnisse vor, dagegen konnte sich Hoff vor dem Entnazifizierungsausschuss für sein Verhalten während der Naziherrschaft rechtfertigen.
Noch im Verlauf der laufenden Straf- und Entnazifizierungsverfahren gegen Hoff übernahm der Aachener Oberstadtdirektor Albert Servais ihn im Jahr 1948 als Direktor der Medizinischen Klinik der Städtischen Krankenanstalt in Aachen, wohlwissend um dessen ungeklärte Vergangenheit. Schließlich wurde Hoff im Jahr 1951 trotz eines mit seiner Vergangenheit begründeten Einwandes von Max Horkheimer an den zuständigen Minister auf den Lehrstuhl für Innere Medizin an der Johann Wolfgang Goethe-Universität Frankfurt am Main berufen sowie zum Leiter der I. Medizinischen Klinik der Universität.
Ferdinand Hoff arbeitete auf den Gebieten der vegetativen Regulation, innere Sekretion und Blutkrankheiten.
Seit 1955 war Hoff korrespondierendes Mitglied der Wiener Gesellschaft für Innere Medizin und wurde im Jahr 1959 in die Deutsche Akademie der Naturforscher Leopoldina aufgenommen sowie 1961 mit der Goethe-Plakette des Landes Hessen und 1963 mit der Paracelsus-Medaille ausgezeichnet. Darüber hinaus ist er Ehrenmitglied der medizinischen Gesellschaft für Oberösterreich des Hospital Luis Razetti und der Medizinischen Gesellschaft Barinas in Venezuela.

## Veröffentlichungen (Auswahl)
- Unspezifische Therapie und natürliche Abwehrvorgänge. J. Springer, Berlin 1930.
- Über Aerophagie. In: Münchener Medizinische Wochenschrift. Band 95, Nr. 1, 2. Januar 1953, S. 15–19.
- Fieber, unspezifische Abwehrvorgänge, unspezifische Therapie. Thieme, Stuttgart 1957.
- Behandlung innerer Krankheiten. Richtlinien und Ratschläge für Studierende und Ärzte. 6. Auflage. Thieme, Stuttgart 1954; 10., überarbeitete und erweiterte Auflage ebenda 1962.
- Klinische Physiologie und Pathologie. Thieme, Stuttgart 1950; 6., völlig neubearbeitete Auflage ebenda 1962.
- Von Krankheit und Heilung und vom Sterben. Schattauer, Stuttgart / New York 1978, ISBN 3-7945-0507-7.
- Erlebnis und Besinnung. Erinnerungen eines Arztes. Ungekürzte Ausgabe. Ullstein, Berlin 1980, ISBN 3-548-27507-9
- mit Leon Daniello und Teofil Dragomir: Tratamentul bolilor interne. Welther, Hermannstadt 1943.
- mit N. Lloret Barber: Modernos aspectos de la medicina clínica. Ed. científico-médica, Barcelona/Madrid/Lissabon 1953.
- mit José Maria Pla Janini: Tratamiento de las enfermedades internas. Ed. Labor, Barcelona [usw.] 1958.
- mit Renato Miori und Ennio Zerbini: Fisiopatologia clinica. Piccin, Padua 1960.